# Ischnura indivisa
Ischnura indivisa – gatunek ważki z rodziny łątkowatych (Coenagrionidae). Występuje na terenie Ameryki Południowej.